# Vielank
Vielank település Németországban, Mecklenburg-Elő-Pomeránia tartományban. Lakosainak száma 1259 fő (2023. december 31.).

## Népesség
A település népességének változása:
| Lakosok száma | 1300 | 1284 | 1289 | 1247 | 1259 |
|               | 2017 | 2019 | 2021 | 2022 | 2023 |